# Список міністрів закордонних справ Шрі-Ланки
Список міністрів закордонних справ Шрі-Ланки

## Міністри закордонних справ Шрі-Ланки
1. Абдул Кадер Шахул Хамід — (1978–1989);
2. Ранджан Віджератні — (1989–1991);
3. Гарольд Герат — (1991–1993);
4. Абдул Кадер Шахул Хамід — (1993–1994);
5. Лакшман Кадіргамар — (1994–2001);
6. Тірон Фернандо — (2001–2004);
7. Лакшман Кадіргамар — (2004–2005);
8. Анура Бандаранаїке — (2005–2005);
9. Мангала Самаравеєра — (2005–2007);
10. Рохітха Боголлагама — (2007–2010);
11. Гаміні Лакшман Пейріс — (2010 —2015);
12. Мангала Самвравіра[en] — (2015—2017);
13. Раві Карунанаяке[en] — (2017);
14. Васанза Сенанаяке[en] — (2017, в. о.);
15. Тілак Марапана[en] — (2017—2019);
16. Дінеш Гунавардена — (з 24 листопада 2019).